# Иван Кркач
Иван Кркач (Јаковље, код Загреба, 30. март 1911 — Мартинци, код Златар Бистрице, 15. мај 1942), учесник Народноослободилачке борбе и народни херој Југославије.

## Биографија
Рођен је 30. марта 1942. године у селу Јаковљу, код Загреба. Потиче из сиромашне породице. После завршетка основне школе, попут многих других Загораца тога доба, и Иван се са непуних 16 година упутио на рад у Загреб и запослио у градском мајуру (предузећу за паркове и расаде).
Ивана Кркача је у револуционарне воде одвео један наоко бизаран догађај – на градском мајуру на Кајзерици пуцао на свога надзорног инжењера Елзнера. После тога, 3. октобар 1933. године је био ухапшен и осуђен на четири године строгог затвора у Лепоглави. На суду се бранио да га је Елзнер малтретирао и неоправдано отпустио с посла - након шест година рада. Чак је и отказ истрпео, али се ствар закомпликовала кад му је Елзнер након дугог натезања поново одбио дати радну књижицу - уколико не плати 20 динара неке таксе. Кркач је накрају и на то пристао, али му је „пукао филм“ кад му је Елзнер забранио улазак у круг мајура, те посету колегама од којих је хтео посудити новац. На то је извадио пиштољ и испалио 6 метака у Елзнера, од којих су га два погодила у ногу.

За време издржавања затворске казне Иван се упознао и спријатељио с познатим комунистом Мартином Франекићем, и преко њега се упознао с идејама радничког покрета, којем приступио чим је пуштен с робије.
Након робије, Кркач се вратио у родно Јаковље, у којем је већ 1938. године основао месни одбор Странке радног народа, који је две године касније постао партијска организација Комунистичке партије Хрватске. Он је постао и први секретар те новоосноване организације, а када је у октобру исте године, основан Општински комитет КПХ за општине Пушћу и Бистру, Кркач је изабран за члана тог комитета.
После Априлског рата и проглашења усташке Независне Државе Хрватске, Иван Кркач је био лично заслужан за развој устанка у Јаковљу и Хрватском Загорју. У августу 1941. године, изабран је у Котарски комитет КПХ за Загреб, као личнност која је највише могла помоћи у подизању устанка у свом крају. Он је за кратко време основао три нове партијске организације, а у неколико села и Народноослободилачке одборе. У новембру 1941. године, на Окружној партијској конференцији, изабран је за члана Окружнога комитета КПХ за Загреб, и члана њеног Бироа.
Активно је радио на организовању првих партизанских јединица, у том делу Хрватског Загорја на почетку 1942. године. Био је политички комесар Прве загорске партизанске чете, - истицао се својом храброшћу и упорношћу којом се борио по свом котару - Доња Стубица. Тако је већ 8. априла 1942. године, са својом четом напао Доњу Стубицу, да онемогући прославу прве годишњице Независне Државе Хрватске, и јасно им да до знања да и у његову крају има устаника. Његова чета извршила је успешан напад на домобранскоу посаду у Доњој Бистри. Поред осталих акција, чета је извршила и диверзију у Текстилној фабрици у Орославју.
Иван Кркач убијен је у заседи која ни до данас није потпуно разјашњена - он је у раним јутарњим часовима 15. маја 1942. године, заједно са својим пратиоцем навратио у млин свог познаника Ернеста Кнауса у Мартинцима (између Златар Бистрице и Златара), да се одмори од ноћног марша по шуми. Млин је међутим био опкољен, - тако да су га домобрани и усташе изненадили, припуцавши са прозора млина на месту су га убили.
Указом Президијума Народне скупштине Федеративне Народне Републике Југославије, 9. фебруара 1952. године, проглашен је за народног хероја.